# Kromosom 8 (čovjek)
Kromosom 8 je autosomni kromosom, osmi po veličini u ljudskom kariotipu i pripada S skupini kromosoma.Prema položaju centromere pripada submetacentričnim kromosomima. Sadrži 155 milijuna nukleotida što čini između 4,5 i 5% ukupne količine DNK u stanici.
Kromosom 8 sadrži oko 900 gena, ali se pretpostavlja da bi ih moglo biti i 1100.
Broj polimorfizama jednog nukleotida (eng. Single Nucleotide Polymorphism - SNP) je preko 550 000.

## Geni kromosoma 8
Neki od važnijih gena, koji se nalaze na kromosomu 8 jesu:
- FGFR1: receptor 1 za faktor rasta fibroblasta
- GDAP1: bjelančevina vezana za diferencijaciju uzrokovanu gangliozidom 1
- LPL: lipoprotein lipaza;
- NDRG1
- NEFM: NEF3: neurofilament 3 (150kDa)
- NEFL: neurofilament, polipeptid 68kDa
- SNAI2
- TG: tireoglobulin;
- WRN: gen povezan s Wernerovim sindromom.

## Bolesti vezane za kromosom 8
Poznat je sadržaj i raspored gena kromosoma 8 čije mutacije izazivaju niz nasljednih bolesti. Najvažnije bolesti vezane za mutacije na kromosomu 8 jesu:
- sindrom duplikacije 8p23.1
- Burkittov limfom
- Charcot-Marie-Toothova bolest
- Charcot-Marie-Toothova bolest tip 2
- Charcot-Marie-Toothova bolest tip 4
- zečja usna
- Cohenov sindrom
- urođeni hipotireoidizam
- obiteljski manjak lipoprotein lipaze
- primarna mikrocefalija
- nasljedna multipla egzostoza
- Pfeifferov sindrom
- Rothmund-Thomsonov sindrom
- Shizofrenija vezana za lokus 8p21-22.[4]

## Aberacije kromosoma 8
Trisomija kromosoma 8 otkrivena je tek nakon primjene tehnike kromosomkog bojenja pošto se do tada nije znalo koji je od kromosoma iz grupe S trisomičan. U svjetskoj literaturi opisano je oko 100 slučajeva ove trisomije.
Najčešće se javlja u mozaičnom obliku pa se zato fenotip osoba razlikuje ovisno od toga koja je stanična linija više zastupljena, normalna ili aberantna.
Najčešća klinička slika osobe s trisomijom je:
- umjerena mentalna retardacija
- strabizam
- klinodaktilija
- deformacije kostiju.